# Trapiche de Abra
Trapiche de Abra är en ort i Mexiko.   Den ligger i kommunen San Martín Hidalgo och delstaten Jalisco, i den centrala delen av landet, 500 km väster om huvudstaden Mexico City. Trapiche de Abra ligger 1 260 meter över havet och antalet invånare är 1 280.
Terrängen runt Trapiche de Abra är platt åt nordväst, men åt sydost är den kuperad. Runt Trapiche de Abra är det ganska tätbefolkat, med 70 invånare per kvadratkilometer. Närmaste större samhälle är Tala, 17,7 km nordost om Trapiche de Abra. I omgivningarna runt Trapiche de Abra växer huvudsakligen savannskog.